# Anri Dschochadse

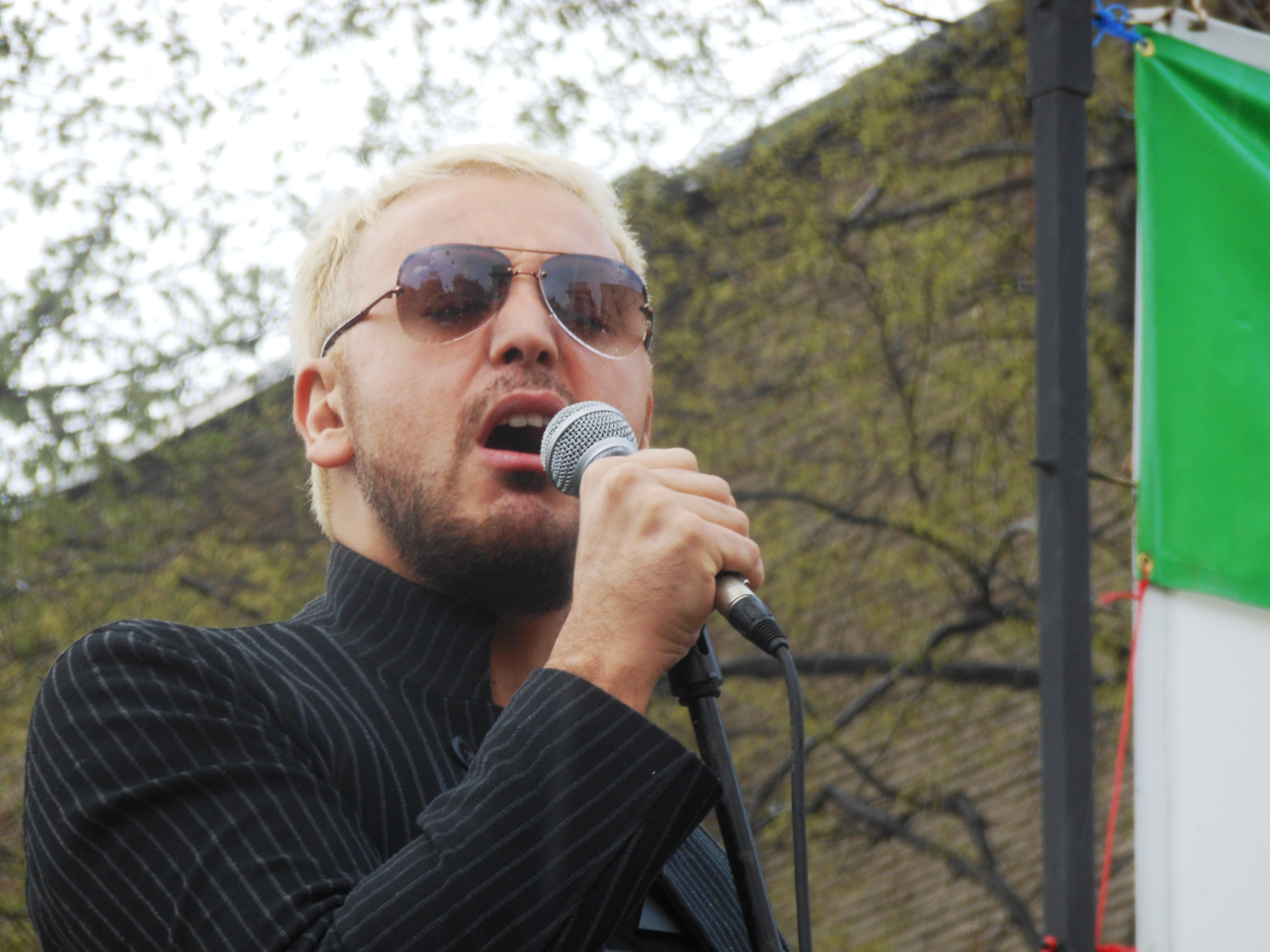
Anri Dschochadse (2012)

Anri Dschochadse (georgisch ანრი ჯოხაძე; * 6. November 1980 in Tiflis, Georgische SSR, UdSSR) ist ein georgischer Popsänger.

## Leben und Wirken
Seine Musikkarriere begann 1998, ab da nahm er an verschiedenen Musikwettbewerben in Georgien und den Nachbarländern teil. Als Backgroundsänger unterstützte er die georgische Sängerin Diana Gurzkaja beim Eurovision Song Contest 2008, der ihr einen elften Platz brachte. Dschochadse selbst versuchte sich ein Jahr später bei der georgischen Vorauswahl, konnte dort aber keinen Sieg davontragen.
Er gewann mit dem Popsong I’m a Joker die georgische Vorauswahl 2012 und durfte daher beim Eurovision Song Contest 2012 im zweiten Halbfinale antreten. Nach Auswertung der Televoting-Ergebnisse konnte er sich allerdings nicht für das zwei Tage später stattfindende Finale qualifizieren.

## Diskografie
Alben
- 2006: I Appear On The Stage Again (Art Land)